# Baltasar Samper i Marquès

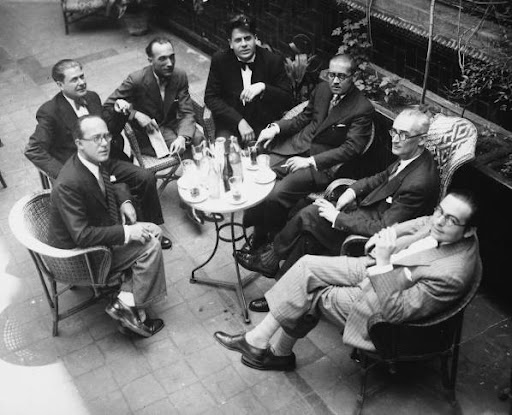
Unabhängige Komponisten Kataloniens (CIC). Von links nach rechts: Robert Gerhard, Agustí Grau, Joan Gibert Camins, Eduard Toldrà, Manuel Blancafort, Baltasar Samper und Ricard Lamote de Grignon. Auf dem Bild fehlt Frederic Mompou. (1931)

Baltasar Samper i Marquès (* 3. Mai 1888 in Palma; † 1966 in Mexiko-Stadt) war ein spanischer Pianist, Dirigent, Komponist und Volksliedforscher. Samper war eine der wichtigsten Figuren im Bereich der klassischen Musik und in der Musikwissenschaft des katalanischen Kulturraums in der ersten Hälfte des 20. Jahrhunderts. Sein langes Exil zunächst in Toulouse und dann in Mexiko-Stadt hat ihn in Europa – bis in seiner Funktion als katalanischer Volksliedforscher – fast in Vergessenheit gebracht.

## Leben und Werk
Baltasar Sampers Interesse für die Musik wurde in der Familie geweckt. Sein Vater war Opernsänger, sein Bruder betätigte sich ebenfalls in der Musik. Ersten Musikunterricht erhielt er bei den Privatlehrern Cardell und Oliver. Er studierte zunächst am Institut Balear, dem heutigen Institut Ramon Llull. Mit 19 Jahren zog er nach Barcelona und studierte Klavier bei Enric Granados und Komposition bei Felip Pedrell. Eine Zeit lang war er auch Schüler des Pianisten Édouard Risler in Paris.
Nach Abschluss seines Studiums wurde er im Umfeld der Musik vielseitig beruflich tätig. Neben seiner Tätigkeit als Konzertpianist dirigierte er das Orquestra de Cambra de Barcelona, das Orquestra Pau Casals und das Orquestra Simfònica de Madrid. Für die Zeitschriften La Publicitat und El Mirador und für die Radio Associació de Catalunya arbeitete er als Kolumnist und Musikkritiker. Er arbeitete aktiv für die Associació de Musica da Camera (Kammermusikvereinigung) und für die Compositors Independents de Catalunya als auch für die von J. M. Thomàs in Mallorca ins Leben gerufenen Vereinigungen für Alte und Neue Musik wie die Mallorca-Associació Bach (Mallorqinische Bach Gesellschaft), das Comitè pro-Chopin in Mallorca (Chopin Komitee Mallorca), das Chopin-Forschungsinstitut auf Mallorca und das Chopin-Festival auf Mallorca. Er widmete sich besonders der Verbreitung der Werke katalanischer Komponisten und des englischen Komponisten Cyril Scott, mit dem er befreundet war.
Von Felipe Pedrell angeregt widmete er sich insbesondere auch der musikwissenschaftlichen Forschung. Von 1924 bis 1932 beteiligte er sich intensiv an der Forschung zum Obra del Cançoner Popular, einem Projekt zur Erforschung der katalanischen Volksmusik und leitete dabei sieben Forschungsreisen auf den Balearen und den Pityusen. Diese Arbeit spiegelte sich vor allen Dingen in den 1929 auch auf Tonrollen veröffentlichten 629 Volksliedern wider. 1925 hielt er die Konferenz Ideal Mallorquí bei der Associació per a la Cultura de Mallorca (Vereinigung für mallorquinische Kultur), wo er sein ästhetisches Denken in Hinsicht auf die musikalische katalanische Volkskultur offenlegte. 1936 präsentierte er auf dem von ihm mitorganisierten III. Internationalen Musikwissenschaftskongress in Barcelona einen Vortrag über Die Arbeitslieder auf Mallorqua.
Infolge des Spanischen Bürgerkrieges emigrierte Samper im Januar 1939 zunächst für einige Jahre nach Toulouse, wo er als Organist wirkte. Nach dem deutschen Einmarsch in Frankreich im Juni 1940 emigrierte er weiter nach Mexiko-Stadt. Hier gab er zunächst Musikunterricht. Später studierte und erforschte er die mexikanische Volksmusik. Er leitete die ethnomusikalische Abteilung des Institut Nacional de Belles Arts von Mexiko. Am Nationalen Konservatorium von Mexiko-Stadt unterrichtete er Musikfolklore. Samper kehrte nie aus dem Exil zurück und geriet in Europa mehr oder weniger in Vergessenheit.
Die Ergebnisse von Sampers Volksliedforschungen flossen in sehr direkter Weise in sein kompositorisches Werk ein. Als Komponist wird er einer postimpressionistischen katalanischen Musiktradition zugeordnet. Er schuf unter anderem die symphonische Suite Cançons i danses de l’Illa de Mallorca (1929, Lieder und Tänze der Insel Mallorca), die kleine Suite Ritual de pagesia (1933, Bauernritual). Weiterhin schuf er symphonische Werke unter Einbeziehung vokaler Teile wie das Càntic espiritual für Chor und Orchester (1941). Darüber hinaus schuf er zahlreiche reine Vokal- und Klavierwerke. Nur wenige seiner Kompositionen sind veröffentlicht. Der mallorquinische Pianist Joan Moll und der Musikwissenschaftler Amadeu Corbera haben die von Sampers Familie in Mexiko verwalteten Fons Personal von Samper für das Conservatori Superior de Música de les Illes Balears gesichtet und beschrieben. In diesem Archiv finden sich noch zahlreiche seiner Kompositionen als Handschriften. Dieses kulturelle Erbe bewahrte bis 2017 der Enkel von Baltasar Samper, Àngel Samper Wilson in Mexiko auf. Im Dezember 2017 beschloss die Regierung der Balearen, zu Forschungszwecken und um der Bevölkerung der Balearen diese kulturellen Dokumente wieder zugänglich zu machen, dieses persönliche Archiv von Baltasar Samper für 40.000 EUR anzukaufen. Der Kauf wurde im Juni 2018 abgeschlossen.